# Seingbouse
Seingbouse é uma comuna francesa na região administrativa de Grande Leste, no departamento de Mosela. Estende-se por uma área de 8,05 km². Em 2010 a comuna tinha 1 830 habitantes (densidade: 227,3 hab./km²).